# Gintarė Gaivenytė
Simona Krupeckaitė (Utena, Comtat d'Utena, 13 de desembre de 1982) és una ciclista lituana que s'especialitzà en el ciclisme en pista.

## Palmarès
- 2012
  -  Campiona d'Europa en Velocitat per equips (amb Simona Krupeckaitė)